# Astragalus griersonii
Astragalus griersonii es una especie de planta del género Astragalus, de la familia de las leguminosas, orden Fabales.

## Distribución
Astragalus griersonii se distribuye por Bután.

## Taxonomía
Fue descrita científicamente por Podlech. Fue publicada en Novon 14: 225 (2004).